# NGC 5686
NGC 5686 est une galaxie lenticulaire située dans la constellation du Bouvier. Sa vitesse par rapport au fond diffus cosmologique est de 4 323 ± 11 km/s, ce qui correspond à une distance de Hubble de 63,8 ± 4,5 Mpc (∼208 millions d'al). NGC 5686 a été découverte par l'astronome britannique John Herschel en 1827.
Trois des quatre sources consultées classe NGC 5686 comme une spirale,, mais sur l'image obtenue du relevé SDSS seule une barre au centre de la galaxie est visible et aucun bras spiral ne semble partir de ce bras. La classification de galaxie lenticulaire (S0/a) par la base de données NASA/IPAC semble mieux décrire cette galaxie.